# Marussia
Marussia este un film românesc din 2013 regizat de Eva Pervolovici. Rolurile principale au fost interpretate de actorii Dinara Drukarova, Marie-Isabelle Stheynman.

## Distribuție
Distribuția filmului este alcătuită din:
- Dounia Sichov — Ana
- Mădălina Constantin — Tatiana
- Dinara Drukarova — Lucia
- Denis Lavant
- Marie-Isabelle Stheynman — Marussia
- Sharunas Bartas — Dimitri